# 亀山市立亀山南小学校
亀山市立亀山南小学校（かめやましりつ かめやまみなみしょうがっこう）は、三重県亀山市天神三丁目にある公立小学校。亀山西小学校の児童数の増加を受けて昭和57年に新設された学校である。
南側に通称：観音山があり、4月上旬に春祭りで地元の人々でにぎわう。

## 学校方針
学校の教育目標は「自ら学ぶ力・仲間とみがき合う力を育み、地域とともに歩む明るい学校」である。この目標を達成するために、以下のような点を定めている。

### 学校像
「のびよう　ともに　たくましく」
- 一人ひとりに「確かな学力」をつける学校
- 一人ひとりに「豊かな心」の育成を図る学校
- 保護者や地域の人から信頼され、活力がある学校

### 児童像
「よく考え、よく学ぶ子ども」
- 基礎基本の定着を図り、学習に継続して取り組む子ども
- 読書に親しみ、自主的に学ぶ子ども

「認め合い、高め合う子ども」
- 考えや思いを伝えあい、自分のことばで表現できる子ども
- 互いに信頼し、高め合いながら仲間とのつながりを深めようとする子ども

「心身とも健康でたくましい子ども」
- 自他の命を大切にし、健康・安全な生活を送ることに努める子ども
- 基本的な生活習慣を身につけようとする子ども

### 教職員像
- 互いに信頼し合い、支え合い、働きがいのある職場を形成しようとする教職員
- 自己研鑽に努め、能力や資質を高めようとする教職員
- 優しさと厳しさを持ち、教育への情熱と使命感を持つ教職員
- 家庭や地域と積極的にコミュニケーションを図り信頼関係を構築しようとする教職員

## 校庭芝生化
平成22年度の「亀山南小学校校庭芝生化モデル事業」により、ソフトボールの内野部分を除いた4870平方メートルに芝生が張られた。事業費は1524万円だが、その一部は文部科学省の「安全・安心な学校づくり交付金」における「屋外教育環境施設の整備」で補助を受けた。この事業の効果を分析し、メリットが大きいと判断されれば今後校庭の芝生化が進む可能性がある。

## 沿革
- 1979年9月 - 亀山西小学校の児童数増加を受けて鈴鹿川以南の紀勢本線以西を学区とする小学校の新設が亀山市議会で決定される。
- 1980年11月 - 用地造成工事に着手。
- 1981年1月 - 校舎新築工事に着手。
- 1981年11月 - 校舎完成。
- 1982年3月 - 屋内運動場と給食室が完成。
- 1982年4月 - 亀山市内で9番目の小学校として開校。
- 1982年7月 - プールが完成。
- 1983年3月 - 校歌を制定。
- 1991年3月 - 屋外ステージが完成。